# Saint-Pierremont (Ardennes)
Saint-Pierremont ist eine französische Gemeinde mit 71 Einwohnern (Stand 1. Januar 2022) im Département Ardennes in der Region Grand Est (vor 2016 Champagne-Ardenne). Sie gehört zum Arrondissement Vouziers, zum Kanton Vouziers und zum Gemeindeverband Argonne Ardennaise.

## Geografie
Die Gemeinde Saint-Pierremont liegt 24 Kilometer nordöstlich von Vouziers in den südlichen Ausläufern der Ardennen. Umgeben wird Saint-Pierremont von den Nachbargemeinden La Berlière im Norden, Beaumont-en-Argonne im Nordosten, Sommauthe und Vaux-en-Dieulet im Osten, Bar-lès-Buzancy im Südosten, Harricourt im Süden, Autruche im Südwesten, Authe, Brieulles-sur-Bar und Verrières im Westen sowie Oches im Nordwesten.

## Geschichte
Während der Französischen Revolution trug die Gemeinde vorübergehend den Namen Libremont.

## Bevölkerungsentwicklung
| Jahr                       | 1962 | 1968 | 1975 | 1982 | 1990 | 1999 | 2006 | 2013 | 2019 |
| Einwohner                  | 181  | 148  | 114  | 114  | 100  | 112  | 99   | 74   | 72   |
| Quellen: Cassini und INSEE |      |      |      |      |      |      |      |      |      |

## Sehenswürdigkeiten
- Kirche Saint-Pierre, erbaut im 18. Jahrhundert, Monument historique seit 1926[1]
- Geburtshaus von Jean Mabillon, Monument historique seit 1927[2]
- Schloss Saint-Pierremont

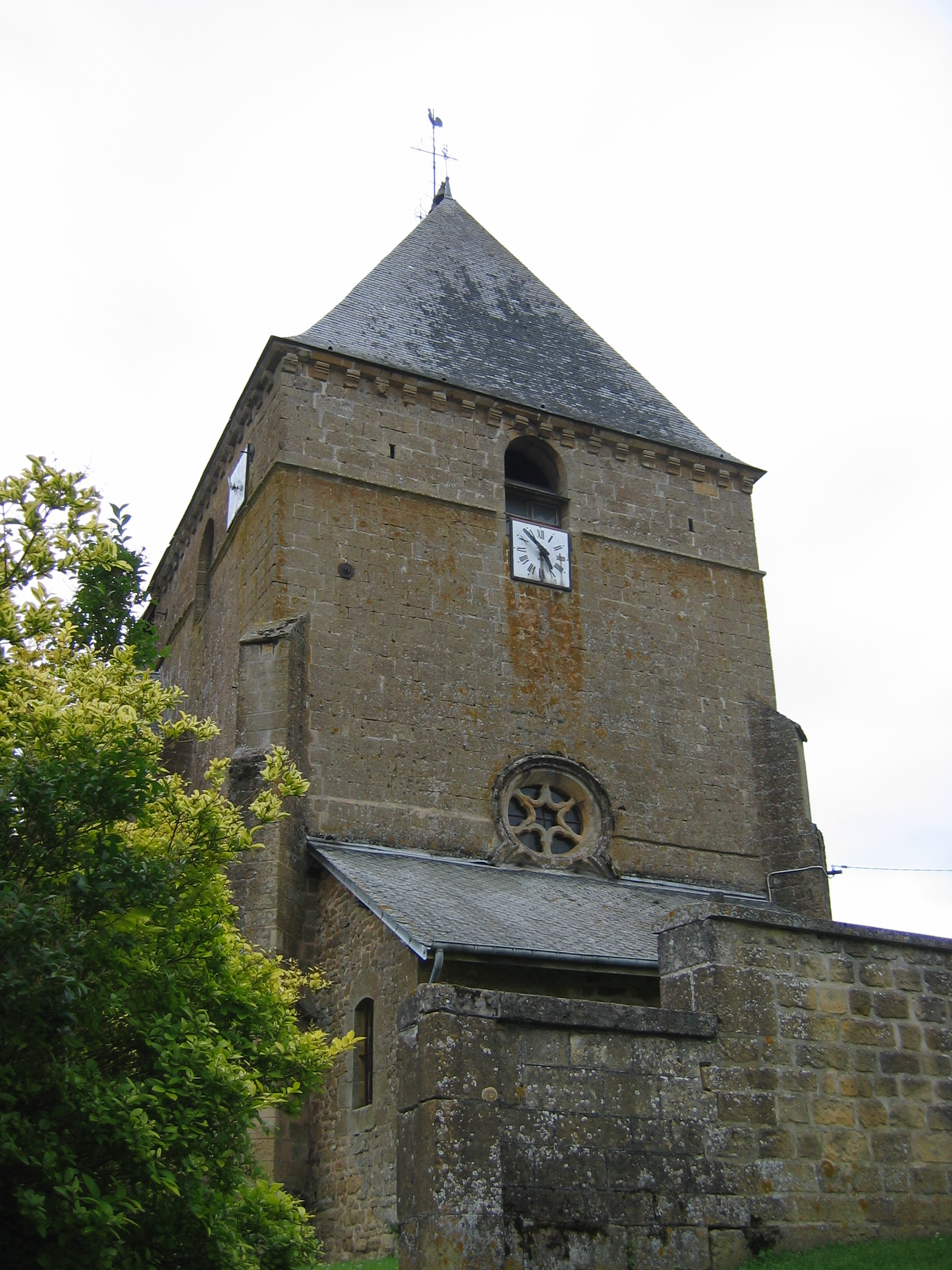
Kirche Saint-Pierre
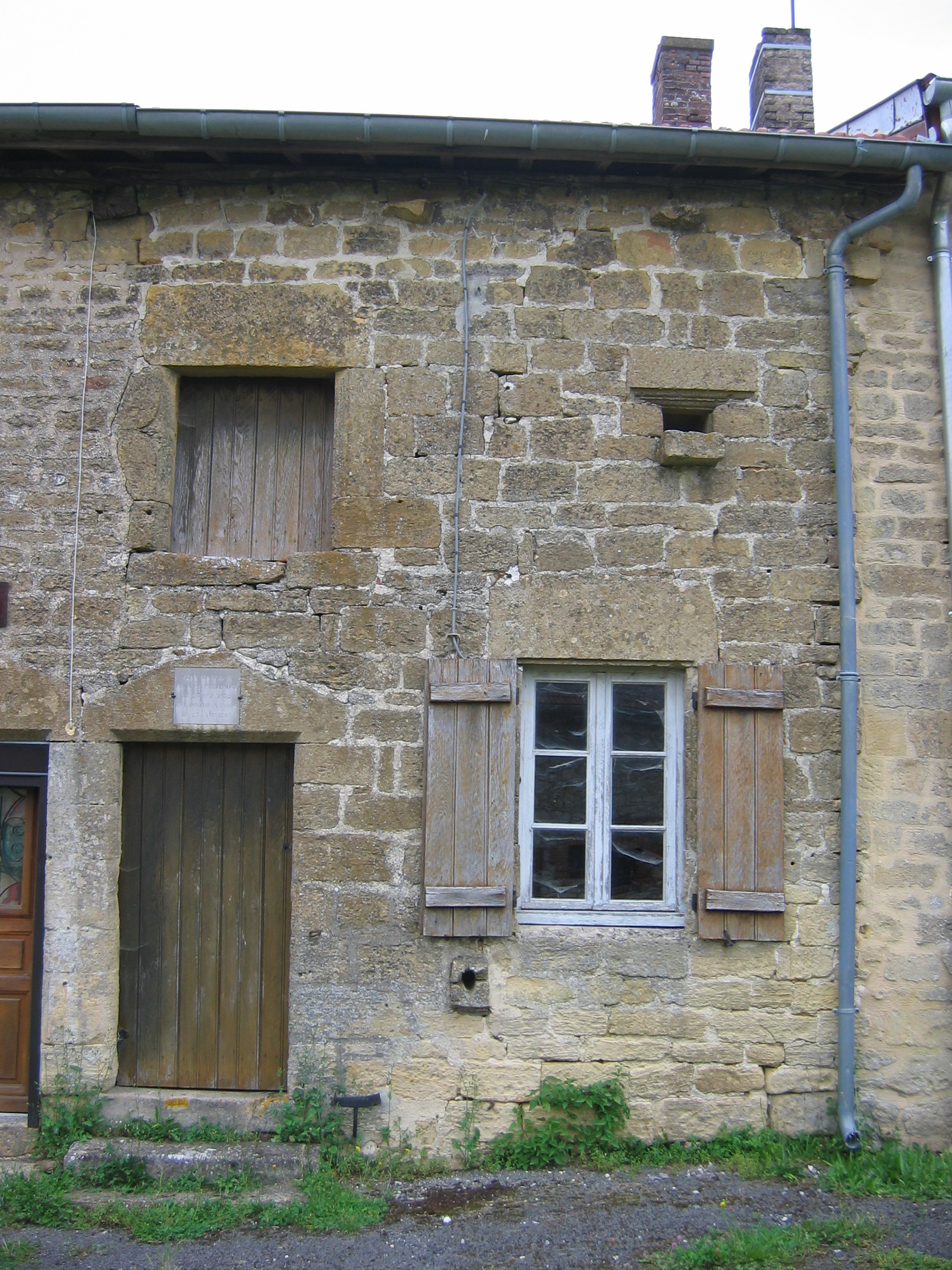
Geburtshaus von Jean Mabillon
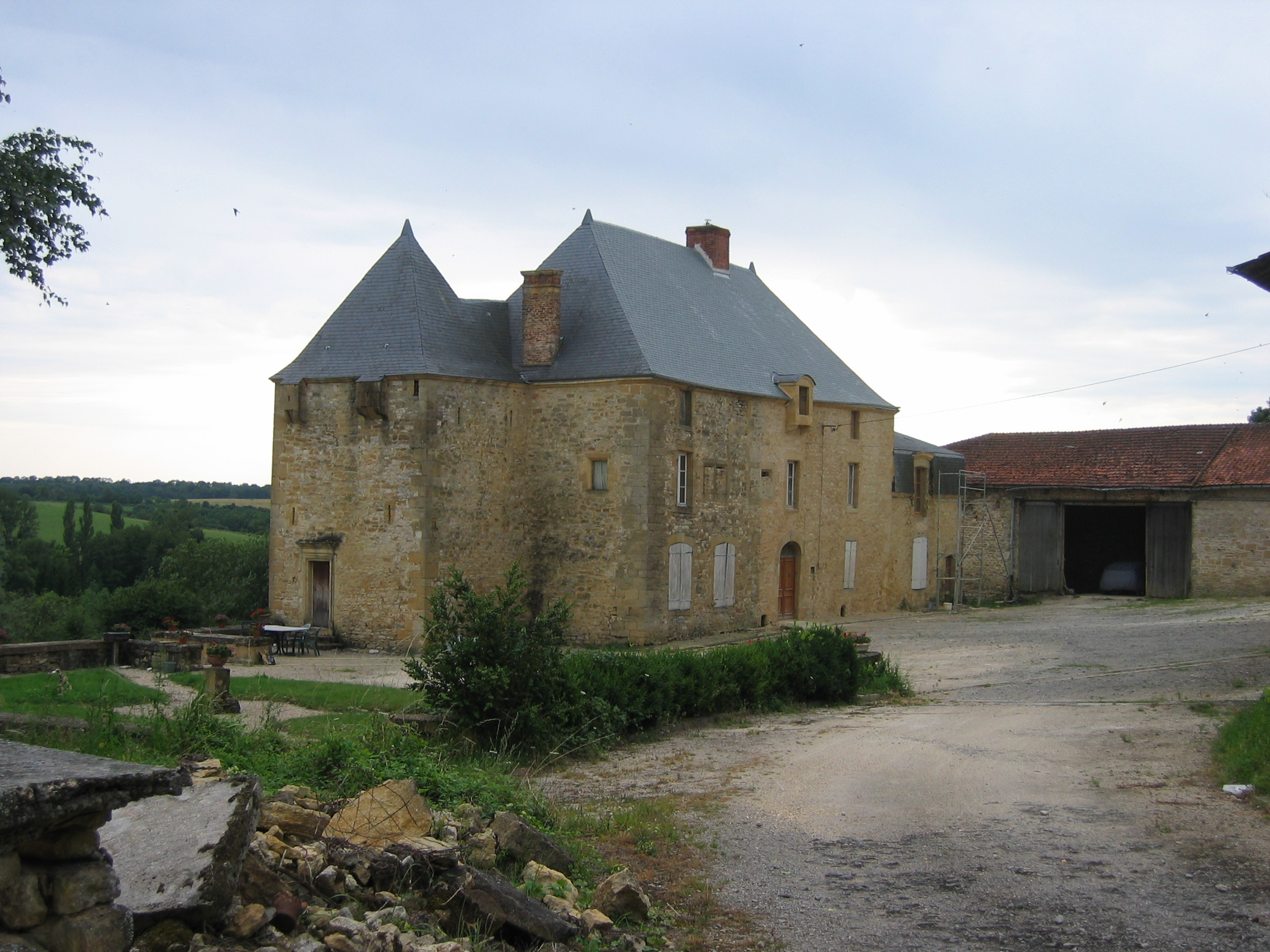
Schloss Saint-Pierremont

## Persönlichkeiten
- Jean Mabillon (1632–1707), Benediktinermönch, Gelehrter und Begründer der Historischen Hilfswissenschaften